# Вільгельм I (граф Люксембургу)
Вільгельм I (нім. Wilhelm von Luxemburg; 1080/1081 — 1131) — 7-й граф Люксембургу в 1096—1131 роках.

## Життєпис
Походив з династії Арденн-Люксембург (Старший Люксембурзький дім). Молодший син Конрада I, графа Люксембургу, та Клеменції Аквітанської. Народився близько 1081 року. Перша письмова згадка про нього припадає на 1093 рік.
1096 року після смерті старшого брата Генріха III успадкував графство Люксембург. Першим став підписуватися в офіційних документах як граф Люксембургу. 1105 року пошлюбив представницю впливового роду Нортгеймів.
Невдовзі поновив боротьбу за владу над абатство Святого Максиміна з Трірським архієпископством. У відповідь 1111 року архієпископ Бруно фон Бреттен відлучив Вільгельма I від церкви. Втім той звернувся до Папського престолу. Конфлікт з трірським архієпископом тривав до кінця життя Бруно. Відомо, що останній 1121 або 1122 року вдруге відлучив графа Люксембурга від церкви. Вільгельм I замирився лише з новим трірським архієпископом Готфрідом фон Фальманом, що посів кафедру 1124 року.
Остання згадка про Вільгельма I припадає на 1129 рік, коли він разом з матір'ю заснував монастир Шиффенберг. Помер 1131 року. Йому спадкував син Конрад II.

## Родина
Дружина — Луітгарда, донька Куно фон Нортгейма, графа Байхлінген і Кунігунди фон Орламюнде
Діти:
- Конрад (1106—1136), граф Люксембургу
- Ліутгарда (д/н—1170), дружина Генріха II, графа Гранпре
- Вільгельм, граф Глайберг